# SI-gewricht

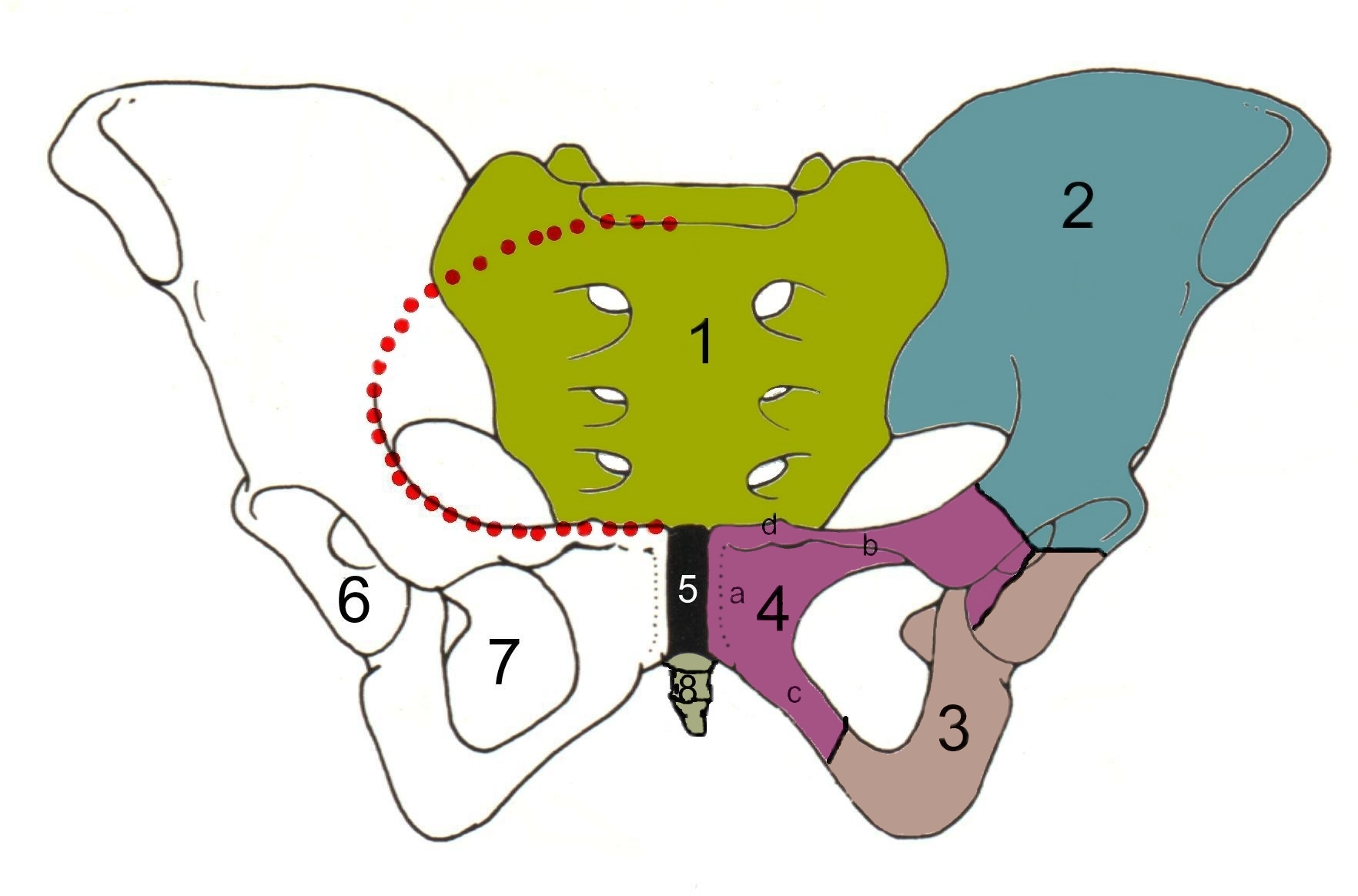
skelet van het bekken, vooraanzicht
1 = heiligbeen
2 = darmbeen
3 = zitbeen
4 = schaambeen
4a = corpus, 4b = ramus superior richting hoofd, 4c = ramus inferior aan staartzijde, 4d = tuberculum pubicum
5 = schaambeenvoeg
6 = heupkom
7 = foramen obturatum
8 = stuit
rode stippellijn = linea terminalis

De sacro-iliacale gewrichten, meestal afgekort SI-gewrichten, ook bekkengewrichten, heiligbeengewrichten of in het Latijn de articuli sacroilici, zijn gewrichten in het bekken, die zich onder in de rug bevinden, aan beide kanten van de wervelkolom. Zij vormen de verbinding tussen de rug en de benen, om precies te zijn tussen het heiligbeen en de heupbeenderen. De gewrichten kunnen maar weinig bewegen, zodat rug en bekken stevig met elkaar zijn verbonden.
Bij zwangerschap kunnen vooral gedurende de 3e en de 7e zwangerschapsmaand problemen met deze gewrichten optreden, omdat de verbindingen onder invloed van het hormoon relaxine soepeler worden. Dit is nodig om voldoende ruimte in het bekken te krijgen om de bevalling te laten plaatsvinden, maar het kan pijn in en rondom het bekken veroorzaken. Als de klachten ernstig zijn, noemt men dit bekkeninstabiliteit.

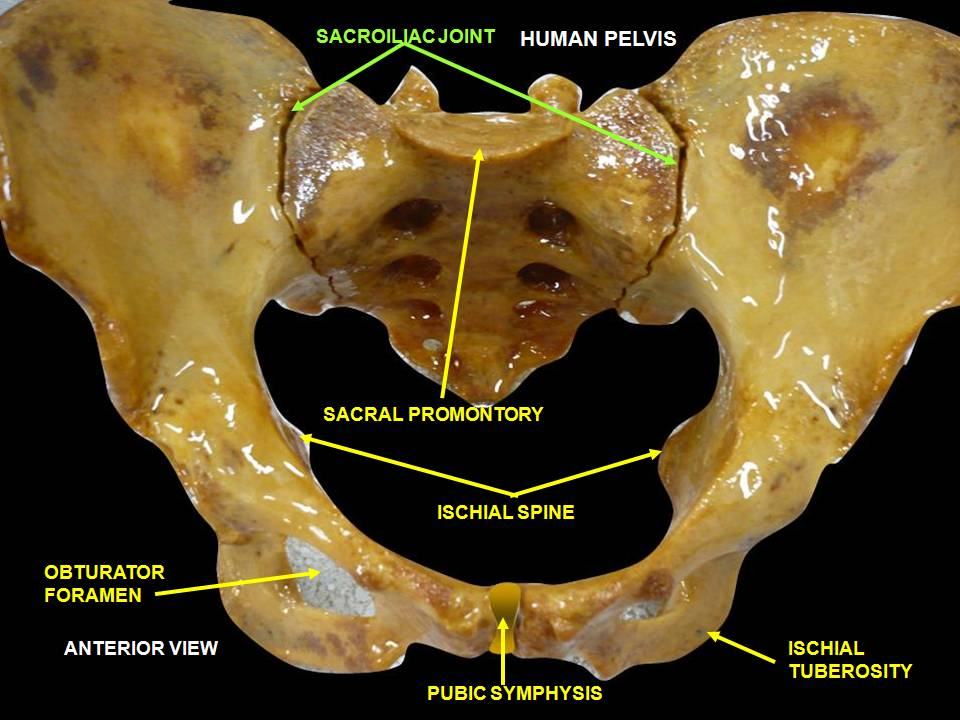
sacro-iliacale gewrichten van voren gezien
sacro-iliacaal gewricht Sacroiliac joint